# 이현호 (농구 선수)
이현호(1980년 4월 21일 ~ )는 대한민국의 前 농구 선수이다.
신장은 192cm이고 체중은 95kg이며 고려대 2학년 시절이던 2000년 대학 농구에 첫 입문한 그는 2003년 서울 삼성 썬더스에 입단하여 프로 선수로 데뷔하였다. 그 후 안양 KT&G 카이츠, 인천 전자랜드 엘리펀츠를 거쳐, 2016년 은퇴를 했다. 선수 시절 포지션은 포워드이다.